# Journal of Integer Sequences
Das Journal of Integer Sequences ist eine mathematische Fachzeitschrift, die Open Access ist und ausschließlich online erscheint.
Sie wurde 1998 von Neil Sloane gegründet, der zuvor zwei Bücher über Folgen ganzer Zahlen veröffentlicht und 1996 die Datenbank On-Line Encyclopedia of Integer Sequences gegründet hatte. Seit 2002 wird die Zeitschrift bei der David R. Cheriton School of Computer Science der Universität Waterloo gehostet. Es gibt keine Gebühren für Autoren oder Leser. Die Zeitschrift veröffentlicht in den letzten Jahren zwischen 60 und 90 Artikel jährlich.